# Nesvačily (Rožmitál pod Třemšínem)
Nesvačily (německy Neswatschil) jsou vesnice, část města Rožmitál pod Třemšínem v okrese Příbram ve Středočeském kraji. Nachází se asi 3,5 kilometru východně od Rožmitálu pod Třemšínem. Částí města protéká Nesvačilský potok. Nesvačily leží v katastrálním území Nesvačily pod Třemšínem o rozloze 1,45 km².

## Historie

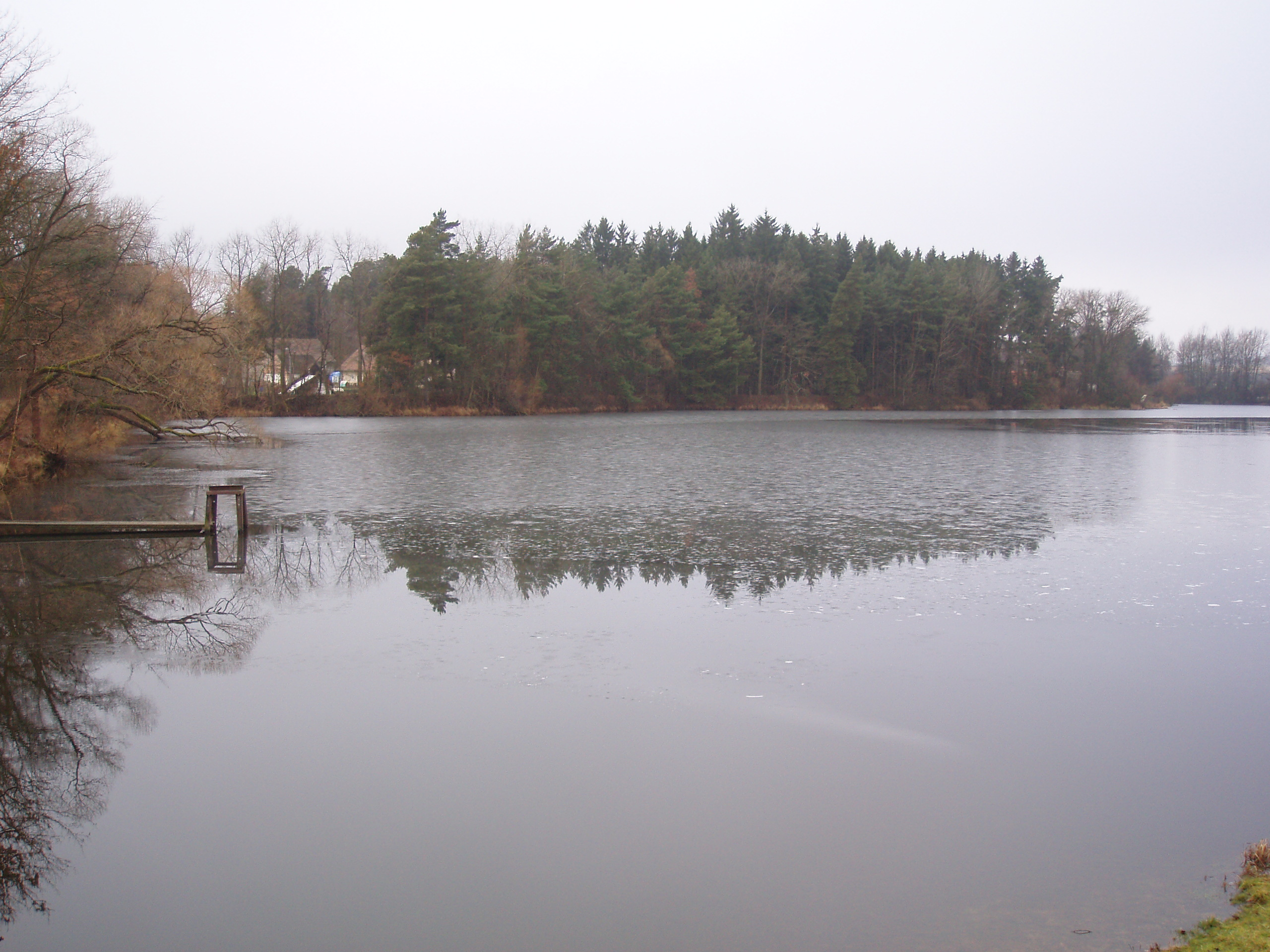
Hluboký rybník

První písemná zmínka o vesnici pochází z roku 1436. O původu jména Nesvačil vypravuje pověst: „Kdysi ubíral se kolem samoty asi dvou nebo čtyř chalup nějaký pán se svojí družinou (praví se také že to byl Žižka). Přáli si něco k svačině, ale nemohli tu ničeho dostati; tudíž prý nesvačili.“
U Nesvačil byl Podhlubocký mlýn a samota Pod skalou. Nad obcí je vrch Žiteč (550 metrů). 
V roce 1921 zde vznikla pobočka tělocvičné jednoty Sokol Rožmitál, která však zanikla již v roce 1925.
V roce 1932 v obci Nesvačily (126 obyvatel) byly evidovány tyto živnosti a obchody: 2 hostince, kolář, 2 krejčí, mlýn, 2 rolníci, Spořitelní a záložní spolek pro Nesvačily, trafika.

## Obyvatelstvo
| Rok            | 1869 | 1880 | 1890 | 1900 | 1910 | 1921 | 1930 | 1950 | 1961 | 1970 | 1980 | 1991 | 2001 | 2011 | 2021 |
| -------------- | ---- | ---- | ---- | ---- | ---- | ---- | ---- | ---- | ---- | ---- | ---- | ---- | ---- | ---- | ---- |
| Počet obyvatel | 137  | 129  | 145  | 147  | 134  | 126  | 117  | 84   | 85   | 61   | 38   | 25   | 16   | 25   | 27   |
| Počet domů     | 20   | 20   | 22   | 23   | 23   | 23   | 23   | 23   | 20   | 16   | 15   | 17   | 18   | 18   | 19   |

## Obecní správa
Při sčítání lidu v letech 1850–1879 Nesvačily byly osadou obce Pňovice v okrese Blatná. V letech 1880–1929 byly osadou obce Skuhrov v okrese Blatná. V letech 1930–1975 byly samostatnou obcí, se kterým patřily nejprve do okresu Blatná, ale od roku 1960 v okrese Příbram. Od 1. ledna 1976 jsou částí města Rožmitál pod Třemšínem v okrese Příbram.

## Školství
Nesvačily patřily do roku 1818 školou do Skuhrova. Poté si obce Nesvačily, Skuhrov, Namnice, Oslí, Pňovice, Hoděmyšl a Vranovice postavily novou školu v Nesvačilech. Do roku 1860 byla škola jednotřídní. V letech 1818–1833 zde učil Hubert Samolovský, do roku 1860 Josef Klika. Po něm zde učil Antonín Dubský, za jehož působení v roce 1861 byla otevřena druhá třída. Druhým učitelem byl Václav Paleček, který učil až do roku 1864, kdy byla otevřena třetí třída. V roce 1872 se odloučila Hoděmyšl a připojila se ke škole v Rožmitále a v roce 1899 se odloučily i Vranovice. V roce 1907 se škola stala opět jednotřídní, protože počet dětí výrazně poklesl. V roce 1913 do školy docházelo 168 dětí – 80 chlapců a 88 dívek.

## Osobnosti
- Josef Klika (1833–1873), pedagog a spisovatel